# 元马镇
元马镇，是中华人民共和国云南省楚雄彝族自治州元谋县下辖的一个乡镇级行政单位。

## 行政区划
元马镇下辖以下地区：
马街社区、张二村社区、双龙社区、翠峰社区、东城社区、大沟村、龙泉村、清河村、摩诃村、星火村、乐甫村、禾阳村和丙华村。